# ووکاوکا (استان اشوی‌داشکسیه)
ووکاوکا (به لهستانی: Łukawka) یک منطقهٔ مسکونی در لهستان است که در گمینا وویچیخوویتسه واقع شده‌است. ووکاوکا ۸۹ نفر جمعیت دارد.